# Matelea jaramilloi
Matelea jaramilloi är en oleanderväxtart som beskrevs av G. Morillo. Matelea jaramilloi ingår i släktet Matelea och familjen oleanderväxter. Inga underarter finns listade i Catalogue of Life.